# کلاه‌پارچه‌ای سرخ‌گون
کلاه‌پارچه‌ای سرخ‌گون (نام علمی: Mycena adonis) نام یک گونه از سرده کلاه‌پارچه‌ای‌ها است.